# دفتر امور فضایی ملل متحد
دفتر امور فضایی ملل متحد یا یونوسا (به انگلیسی: United Nations Office for Outer Space Affairs) یکی از سازمان‌های زیر مجموعه سازمان ملل متحد است که در سال ۱۹۶۲ تأسیس گردیده‌است.
این سازمان در دفتر سازمان ملل متحد در وین واقع شده‌است.